# Макак резус
Макакът резус (Macaca mulatta) е сравнително добре проучен представител от семейството на Коткоподобните маймуни. Според Червения списък на световнозастрашените видове макакът резус е незастрашен вид, което се базира на широкото му разпространение, относително големите естествени популации и на толерантността към разнообразни местообитания . Макакът резус се среща в Южна, Централна и Югоизточна Азия. Може да се забележи в открити тревисти местности, сухи или гористи терени и дори в населени места .
Макакът резус боледува от коронавирусна болест 2019 и може да предава инфекцията на хора, и на други животни.

## Физически характеристики
Макакът резус е с кафеникава до сива окраска на козината, с розово неокосмено лице. Възрастните мъжки екземпляри достигат на размери до около 53 cm и на тегло до 7,7 kg. Женските са по-дребни и достигат на дължина до около 47 cm на дължина и на тегло до 5,3 kg. Дължината на опашката и при двата пола е между 20 и 23 cm. Сред анатомичните особености е наличието на около 50 прешлена, съотношението на дължината на предните към дължината на задните крайници е 89%. Макаците резус имат изразена лопатна кост и широк гръден кош.
Макакът резус има 32 зъба и има следната зъбна формула:
| Зъбна формула |
| ------------- |
| 2.1.2.3       |
| 2.1.2.3       |

## Разпространение
Ареалът на макака резус включва северна Индия, Бангладеш, Пакистан, Непал, Мианмар, Тайланд, Афганистан, Виетнам, южен Китай и някои по-малки области от съседните държави. Може да се каже, че по област на разпространение макакът резус е най-широко представеният примат в естествена среда след човека. Този вид макак се среща на разнообразни надморски височини в територията на Централна, Южна и Югоизточна Азия. Обитава сухи, открити местности, тревисти площи, гори, а в планинските райони може да бъде забелязан и на надморска височина до 2500 m. Макаците резус навлизат в населени места и дори в градове с висока степен на урбанизация, където разчитат на препитание от хранителни остатъци и боклук.
Ареалът на макака резус в Индия граничи с този на сходния вид индийски макак (Macaca radiata), като двата вида рядко се застъпват и практически обитават различни територии. Областите на разпространение на макака резус и индийския макак са почти допиращи се в западна Индия, тотално се разделят в централна Индия, но в източната част на страната има известно застъпване. Зоната на припокриване е известна с наличие на междувидови хибриди, въпреки че по-често се срещат чисти и обособени популации от двата вида. Разширяването на територията на макака резус в резултат на изкуственото интродуциране от човек, ограничава територията и е причина за намаляването на числеността на втория вид – индийски макак.

### Разпространение на отделните подвидове
Според първоначалното описание на вида, предоставено от Еберхард Аугуст Вилхем фон Цимерман през 1780 година, макакът резус обитава области от източен Афганистан, Бангладеш, Бутан, долината на река Брахмапутра в Индия, Непал и северен Пакистан. В днешни дни се счита, че това е номиналния подвид Macaca mulatta mulatta, известен като индийски макак резус, който е сходен с описанието на Macacus rhesus villosus от Кашмир, дадено от Фредерик Тру през 1894 година, и с описанието на Macaca mulatta mcmahoni, дадено от Реджиналд Инъс Поукък през 1932 година на макаци от Пакистан. Следователно тези три подвида се синонимизират в рамките на номиналния подвид Macacus rhesus villosus. Между 1867 и 1917 година са описани няколко подвида, обитаващи Китай. Молекулярно-генетичните методи не доказват със сигурност обособеността на описаните китайски подвидове. Въпреки това е възможно наличието на следните подвидове на макака резус, специфични за Китай:
- Macaca mulatta mulatta – обитава западен и централен Китай, южно от провинция Юннан и югозападно от автономния регион Гуанси-джуан.[7]
- Macaca mulatta lasiota (Грей, 1868) – „западнокитайски макак резус“ е разпространен в западно от провинция Съчуан, северозападно от провинция Юннан и югоизточно от провинция Цинхай.[7] Възможно е това да е синоним на подвида Macaca mulatta sanctijohannis, описан от Робърт Суинхоу през 1867 година, и дори на номиналния подвид Macaca mulatta mulatta.[6]
- Macaca mulatta tcheliensis (Милн-Едуардс, 1870) – „севернокитайски макак резус“, обитаващ териториите северно от провинция Хънан, южно от провинция Шанси и близо до Пекин. Някои учени разглеждат този подвид като най-малобройния и застрашен от изчезване.[8] Други изследвания го синонимицират с подвида Macaca mulatta sanctijohannis и дори с номиналния подвид Macaca mulatta mulatta.[6]
- Macaca mulatta vestita (Милн-Едуардс, 1892) – „тибетски макак резус“, обитаващ североизточен Тибет, териториите северозападно от провинция Юннан.[7] Възможно е това да е синоним на подвида Macaca mulatta sanctijohannis или дори на номиналния подвид Macaca mulatta mulatta.[6]
- Macaca mulatta littoralis (Елиът, 1909) – „южнокитайски макак резус“, обитаващ провинциите Фудзиен, Джъдзян, Анхуей, Дзянси, Хунан, Хубей, Гуейджоу и териториите северозападно от провинция Гуандун, североизточно от Юннан, източно от Съчуан и южно от Шънси.[7] Възможно е това да е синоним на подвида Macaca mulatta sanctijohannis или дори на номиналния подвид Macaca mulatta mulatta.[6]
- Macaca mulatta brevicaudus, известен и като Pithecus brevicaudus (Елиът, 1913) – обитава остров Хайнан и редица други по-малки острови от провинция Гуандун, островите около Хонг Конг.[7] Възможно е да е синоним на номиналния подвид Macaca mulatta mulatta.[6]
- Macaca mulatta siamica (Клос, 1917) – „индокитайски макак резус“, обитаващ територите на Мианмар, северен Тайланд и Виетнам, Лаос и няколко китайски провинции. Възможно е това да е синоним на подвида Macaca mulatta sanctijohannis или дори на номиналния подвид Macaca mulatta mulatta.[6]

## Хранене
Макакът резус е преди всичко растителнояден, като използва за храна основно плодове, но и семена, корени, растителни пъпки, кора на дървета и различни треви. Изследванията на хранителната диета показват, че макакът резус консумира над 99 различни вида растения, представители на 46 различни семейства. По време на сезона на мусоните, макаците си набавят голяма част от необходимата им вода посредством плодове или сукулентни растения. Макаците, обитаващи местности отдалечени от водоеми, си набавят вода чрез поглъщане на капки роса или пият вода от локви и вдлъбнатини, пълни с вода. Има наблюдения, споменаващи използването за храна и на различни насекоми, като например термити, скакалци, мравки и бръмбари. Макаците резус имат силно развити бузи, което им позволява да съхраняват временно храна в устата си.

## Поведение
Макакът резус е дневно животно, което може да се срещне както по дърветата, така и по земята. На земята се придвижва на четири крака. Умее да плува и при възможност може да бъдат забелязан във вода. Малките едва на няколко дена могат да плуват, а възрастните имат способност да се придвижват между острови на сравнително големи разстояния.
В психологически експерименти макаците резус демонстрират сложни когнитивни способности, включително умение да индентифицират себе си, разбиране на прости правила и способност да наблюдават собственото си душевно състояние.

### Групово поведение
Подобно на останалите представители на рода, макаците резус формират групи от индивиди, наброяващи от 20 до 200 маймуни и от двата пола. Възможно е обаче, броят на женските да превъзхожда мъжките до съотношение 4:1. Мъжките и женските индивиди имат различна, но изградена йерархия. При женските има рангова система изградена по наследство от ранга на майката (т.е. предаваща се по майчина линия). В допълнение една група може да има няколко рангово-наследени статута и една женска превъзхожда по ранг всички други, които лежат под ранга на нейната майка. Макаците резус са необикновени в това, че най-младата женска бие по ранг в йерархията всички по-възрастни сестри. Това се обяснява с факта, че младите са значително по-здрави и плодовити. Малките активно възпрепятстват формирането на обединения от възрастните дъщери срещу собствената им майка. Най-младата дъщеря е и най-много зависима от майка си и не би спечелила нищо от евентуалната си помощ към сестрите ѝ срещу майката. Тъй като всяка женска има висок ранг в младите ѝ години, бунтът срещу по-възрастната майка е обезкуражителен. Малките мъжки са също ангажирани в рангова система по майчина линия, но веднъж навършили 4 или 5 години те са отхвърлени от своите подгрупи от доминантния мъжкар. Възрастните мъжки печелят доминантността си с възрастта и опита си.
В рамките на една група макаците резус заемат позиции основани на своя ранг. Централната мъжка подгрупа е съставена от 2 до 3 доминиращи мъжкари (доминант и кодоминанти), женски и съответните малки. Тази подгрупа е в центъра на стадото и определя движението, храненето и други дейности на цялата група. Женските от централната подгрупа са възможно най-доминиращи в цялата група. Подгрупите от близката периферия са съсредоточени около доминиращ мъжки с по-ниска йерархия от мъжкарите в централната подгрупа. Те имат задачата да комуникират с централната подгрупа и да предават съобщения навън и навътре. Подгрупите от крайната периферия са натоварени с комуникация със съседни групи животни или за подаването на сигнал за опасност.

### Комуникация
Комуникацията при макаците резус включва лицеви гримаси, издаването на звуци, заемането на различни пози и положения на тялото. Едно от често срещаните лицеви изражения е оголването на зъбите. Това е знак за разлика в социалния статус, като индивидите с по-нисък ранг показват зъбите си на тези с по-висок ранг. Индивиди с по-нисък ранг може да покажат и гримаса на страх, придружена с писък за успокояване или пренасочване на агресията. Друг тип покорно поведение е показване на задните части, при което индивидите повдигат опашката си и показват гениталиите си на доминиращия. Агресивно поведение насочено към оспорване на доминантен статус е заставането на четири крака, взирането с отворена уста и повдигането на опашката. По време на движение, макаците могат да издават звуци на гугане или грухтене. Подобни звуци се издават и при приближаване и подготовка за чесане. Когато намерят храна в изобилие, макаците издават звуци подобни на чуруликане или цвърчене. При поява на опасност макаците резус издават единичен, силен и високочестотен звук подобен на пискливо лаене. Писъци, крясъци и различни силни звуци се издават при агресия от едни индивиди към други.

## Размножаване
Възрастните мъжки се стараят на оптимизират своя шанс за възпроизводство, като влизат в брачни отношения с женските, както във, така и извън размножителния период. Женските предпочитат мъжки, които биха осигурили преживяване на малките. При наличието на брачни отношения, съпругът се грижи за своята женска и я предпазва от хищници. По-големите мъжкари имат и по-голяма възможност да защитават своята женска.
Размножителният период продължава около 11 дена, като една женска може да копулира с около четири мъжки през този период. Не са наблюдавани борби между мъжките за достъп до женска, въпреки че по време на размножителния период мъжките получават повече рани. Женските макаци навлизат в репродуктивна възраст на 4 години и достигат менопауза на възраст около 25 години. Мъжките не полагат особени грижи за малките, но съжителстват мирно с новородените и невръстни индивиди от своите женски.
Майките с една или повече млади дъщери имат по-малък контакт със собствените си новородени рожби в сравнение с майки с по-възрастни дъщери. Това се обяснява с предаването на родителските отговорности на дъщерите в по-напреднала възраст. Но съществено е, че майките с висок ранг, имащи по-възрастни дъщери, игнорират малките си значително повече в сравнение с майки с по-млади дъщери и имат тенденция да влизат в размножителен сезон по-рано. Малките родени в подгрупи в периферията имат по-нисък шанс за оцеляване и са по-чест обект на нападения извън групата. Някои майки малтретират малките се, като това се счита, че е резултат от поведение на контрол върху малките.

## Обект на науката и моделен организъм
Макаците резус са често използвани в науката, благодарение на лекотата при отглеждане им в плен, широкото им разпространение и не на последно място поради сходството им с човешката анатомия и физиология. Макаците резус са обект на медицински и биологични изследвания, свързани с човешкото здраве. Именно този биологичен вид дава названието на така наречения резус-фактор от повърхността на човешките еритроцити, играещ роля при кръвната съвместимост. Откриването на резус-фактора от Карл Ландщайнер и Александър Соломон Вийнер става през 1940 година в Нюйоркския Рокфелеров университет в експерименти, при които се използва макак резус. Други важни изследвания и експерименти върху макак резус включват: разработката на ваксините срещу бяс, едра шарка и полиомиелит, създаването на лекарства за облекчение на симптомите при СПИН, както и експерименти свързани с изследване на женската репродуктивност и вътрематочно развитие на ембрионите. Това прави макака резус един от важните моделни организми, използвани за биомедицински изследвания.
Армията и Военновъздушните сили на САЩ, и НАСА разработват проекти по изстрелване на макаци резус в космоса през 50-те и 60-те години на 20 век. Подобни космически експерименти са извършени и в руските космически програми, като например програмата Бион от 1996/97 година.

### Секвениране на генома
Работата по секвенирането на генома на макака резус завършва през 2007 година, което го прави третия примат със секвениран геном след човека и шимпанзето Анализ на ДНК последователността показва, че хората и макаците резус споделят около 93% сходство в полинуклеотидната си последователност и вероятно имат общ предшественик, живял преди 25 милиона години.